# Список абеток
|  | Службовий список статей, створений для координації робіт з розвитку теми. Це попередження не встановлюється на інформаційні списки і глосарії. |

- Арабська абетка
- Бенгальська абетка
- Гебрейська абетка
- Глаголиця
- Грецька абетка
- Кирилиця
  - Білоруська абетка
  - Болгарська абетка
  - Казахська абетка
  - Македонська абетка
  - Російська абетка
  - Сербська абетка
  - Словенска абетка
  - Українська абетка
  - Чеченська абетка
- Латинська абетка
- Тибетська абетка
- Фінікійська абетка